# Ambach (Bayrischzell)
Ambach war ein Gemeindeteil der Gemeinde Bayrischzell im oberbayerischen Landkreis Miesbach.
Um 1970 wurde Ambach als Gemeindeteil aufgehoben, weil mit dem Gemeindeteil Osterhofen verbunden.
Erstmals erwähnt in den Amtlichen Ortsverzeichnissen für Bayern wurde Ambach in der Ausgabe von 1888. Für das Jahr 1885 wird es darin als Einöde mit einem Wohngebäude und drei Einwohnern beschrieben und 3,5 Kilometer von Schule, Post und katholischer Pfarrei in Bayrischzell entfernt. Die Einwohnerzahl lag 1900 bei sechs und ebenfalls im Jahr 1925, der letzten getrennten Datenerhebung für Ambach.